# Bastennes
Bastennes ist eine französische Gemeinde mit 244 Einwohnern (Stand 1. Januar 2022) im Département Landes in der Region Nouvelle-Aquitaine (vor 2016: Aquitanien). Sie gehört zum Arrondissement Dax und zum Kanton Coteau de Chalosse.
Der Name in der gascognischen Sprache lautet Bastenas. Er ist eine Ableitung aus dem indigenen Wort Basta (deutsch Stechginster).
Die Einwohner werden Bastennois und Bastennoises genannt.

## Geographie
Die Gemeinde Bastennes liegt ca. 25 Kilometer ostsüdöstlich von Dax in der Landschaft Chalosse der historischen Provinz Gascogne am südlichen Rand des Départements.
Umgeben wird Bastennes von den Nachbargemeinden:
|         | Caupenne                                    |         |
| Donzacq | Kompassrose, die auf Nachbargemeinden zeigt | Gaujacq |
|         | Castel-Sarrazin                             |         |

Bastennes liegt im Einzugsgebiet des Flusses Adour.
Einer seiner Nebenflüsse, der Luy, durchquert ebenso wie sein Zufluss, der Ruisseau de Larrissaou, das Gebiet der Gemeinde.

## Geschichte
Bereits in der Antike war das Gebiet von den Römern besiedelt, die hier Bitumen förderten. Es scheint, dass das Dorf im 14. Jahrhundert zunächst in der Nähe eines Sees von Mönchen aus Santiago de Compostela gegründet wurde. Allerdings war der Standort schwierig zu verteidigen, und die Bewohner zogen auf die Kämme der umliegenden Hügel um. Die Nutzung von Bitumen reichte bis in das 20. Jahrhundert. Sie dienten u. a. zur Asphaltierung von Bürgersteigen in Paris und zum Kalfatern von Schiffen. Im September 1835 beschäftigte der Abbau 18 Personen. Die Bitumen wurden im Tagebau gewonnen, solange bis die Gruben mit Wasser vollgelaufen waren. Im Zweiten Weltkrieg errichtete die deutsche Besatzung Öfen aus Ziegelsteinen in den Gruben, die heute noch zu sehen sind. Nach dem Krieg wurde die Bitumengewinnung schließlich aufgegeben. Bastennes profitierte auch von Thermalquellen auf dem Gemeindegebiet und im 19. Jahrhundert von einem umfangreichen Weinbau. Außerdem wurden Steinsalz und Eisenerz in Bastennes gefördert. Beim Bau des Staudamms des Lac de Houguère wurde eine große Menge des Minerals Aragonit gefunden.

### Einwohnerentwicklung
Nach Beginn der Aufzeichnungen stieg die Einwohnerzahl in der ersten Hälfte des 19. Jahrhunderts auf einen Höchststand von rund 530. In der Folgezeit sank die Größe der Gemeinde bei kurzen Erholungsphasen bis zu den 1990er Jahren auf rund 225 Einwohner, bevor eine moderate Wachstumsphase einsetzte.
| Jahr      | 1962 | 1968 | 1975 | 1982 | 1990 | 1999 | 2006 | 2012 | 2021 |
| --------- | ---- | ---- | ---- | ---- | ---- | ---- | ---- | ---- | ---- |
| Einwohner | 264  | 259  | 237  | 241  | 227  | 241  | 252  | 260  | 250  |

## Sehenswürdigkeiten
- Pfarrkirche, geweiht dem Apostel Bartholomäus. Die erste Kirche wurde vermutlich im 11. oder im 12. Jahrhundert auf den Fundamenten der Kapelle der früheren Burg errichtet. Zwischen 1757 und 1764 wurde sie fast vollständig neu gebaut, wie aus der Jahreszahl „17..“ (die beiden letzten Ziffern sind verwischt) auf dem Schlussstein des Bogens im Inneren der Vorhalle abgeleitet werden kann. Mehrere Fenster und Eingänge sind in der ersten Hälfte des 19. Jahrhunderts geändert oder geschaffen worden, wie beispielsweise der westliche Eingang im neoklassizistischen Stil oder der nördliche Eingang der Vorhalle. 1861 wurde der viereckige Glockenturm durch den Bauunternehmer Labrousse nach Plänen des Architekten Ponassé restauriert. Er ist mit einer Haube mit aufgesetzter Laterne auf einem hexagonalen Zwischenstück versehen. Pyramidenförmige Dachreiter zieren jede äußere Turmecke. Die gesamte Bedachung des Glockenturms ist mit Schiefer gedeckt. Das vergleichsweise kurze Langhaus birgt ein Haupt- und auf der Nordseite ein Seitenschiff von zwei Jochen Länge. Es wird von einer dreiwandigen Apsis verlängert mit einer viereckigen Sakristei auf der Nordseite. Ein Okulus in der mittleren Wand leuchtet hierbei den Chor aus. Eine Empore mit Balustern aus Holz befindet sich im vorderen Teil des Langhauses. Am und teilweise unter dem Glockenturm ist die Vorhalle gebaut, die aus zwei Räumen besteht, die mit einem Rundbogen verbunden sind. Im Südteil führt eine Treppe zur ersten Etage, der Nordteil bildet das Erdgeschoss des Glockenturms. Viele Ausstattungsgegenstände stammen aus dem 17. bis 19. Jahrhundert und sind als nationale Kulturgüter registriert.[10][11][12]

- Festes Haus l’Ostalot. Es ist eines der wenigen Überbleibsel des mittelalterlichen Dorfzentrums von Bastennes. Das massive und niedrige Gebäude befindet sich an der Straße westlich der Kirche. Vom ursprünglichen Bau ist ein Scharwachtturm auf der Straßenseite zu erkennen.[13]

## Wirtschaft und Infrastruktur
Schwerpunkte der Landwirtschaft sind der Anbau von Mais und die Produktion von Entenleber und Rindfleisch.

### Bildung
Die Gemeinde verfügt über eine öffentliche Grundschule mit 24 Schülerinnen und Schülern im Schuljahr 2017/2018.

### Sport und Freizeit
Ein Rundweg mit einer Länge von 12,8 km führt ohne Höhenunterschied durch die Gemeindegebiete von Bastennes und Donzacq.

### Verkehr
Bastennes ist erreichbar über die Routes départementales 3, 58 und 389.